# 리프트 라이벌즈 2019
리프트 라이벌즈 2019(Rift Rivals 2019)는 라이엇 게임즈가 주최하는 리그 오브 레전드 지역 대항전으로서 이 대회부터 메이저 지역의 리그 5개와 베트남 챔피언십 시리즈(VCS)가 2개의 그룹으로 나누어 펼쳐졌다. 각 대회에는 스프링 시즌의 상위 2~4개팀이 출전하였다.

## 참가팀
2019 스프링 시즌 성적 기준으로 3~4팀이 출전한다.
- 레드 리프트

| 리그 | 스프링 시즌 순위 | 스프링 시즌 순위 | 스프링 시즌 순위 | 스프링 시즌 순위 |
| 리그 | 우승             | 준우승           | 3위              | 4위              |
| ---- | ---------------- | ---------------- | ---------------- | ---------------- |
| LPL  | 인빅터스 게이밍  | 징동 게이밍      | 펀플러스 피닉스  | 탑 e스포츠       |
| LCK  | SK 텔레콤 T1     | 그리핀           | 킹존 드래곤X     | 담원 게이밍      |
| LMS  | 플래시 울브즈    | 매드 팀          | (없음)           | (없음)           |
| VCS  | 대싱 버팔로      | 에보스 e스포츠   | (없음)           | (없음)           |

- 블루 리프트

| 리그 | 스프링 시즌 순위 | 스프링 시즌 순위 | 스프링 시즌 순위 | 스프링 시즌 순위 |
| 리그 | 우승             | 준우승           | 3위              |                  |
| ---- | ---------------- | ---------------- | ---------------- | ---------------- |
| LEC  | G2 e스포츠       | 오리젠           | 프나틱           |                  |
| LCS  | 팀 리퀴드        | 팀 솔로미드      | 클라우드 9       |                  |

## 경기 결과

### LPL/LCK/LMS&VCS
- 우승 리그 -  LCK
- 준우승 리그 -  LPL
- 3위 리그 -  LMS & VCS

### LEC/LCS
- 우승 리그 -  LEC
- 준우승 리그 -  LCS